# Tamerlan Taussowitsch Baschajew

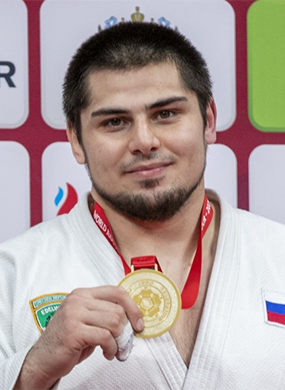
Tamerlan Baschajew, 2021

Tamerlan Taussowitsch Baschajew (russisch Тамерлан Таусович Башаев; * 22. April 1996 in Moskau) ist ein russischer Judoka. Er war 2020 Europameister im Schwergewicht, 2021 war er Weltmeisterschaftszweiter und Olympiadritter.

## Karriere
Baschajew war 2013 Zweiter der Kadetteneuropameisterschaften. Im Jahr darauf erkämpfte er eine Bronzemedaille bei den Junioreneuropameisterschaften. 2015 gewann er die Goldmedaille bei den Junioreneuropameisterschaften und bei den Juniorenweltmeisterschaften. 2016 war er Dritter der Junioreneuropameisterschaften und Zweiter der U23-Europameisterschaften. Im Jahr darauf siegte er bei den russischen Meisterschaften und bei den U23-Europameisterschaften.
Seine erste internationale Medaille in der Erwachsenenklasse gewann Baschajew bei den Europameisterschaften 2018 in Tel Aviv. Dort bezwang er im Halbfinale den Georgier Guram Tuschischwili und unterlag erst im Finale dem Tschechen Lukáš Krpálek. Im November 2018 gewann er eine weitere Silbermedaille, als er den zweiten Platz bei den Militärweltmeisterschaften erreichte. 2019 siegte er beim Grand-Slam-Turnier in Jekaterinburg. Im Oktober 2020 erreichte Baschajew das Finale beim Grand-Slam-Turnier in Budapest und unterlag seinem Landsmann Inal Tassojew. Einen Monat später bezwang Baschajew im Viertelfinale der Europameisterschaften 2020 in Prag Lukáš Krpálek und im Halbfinale den Georgier Lewan Matiaschwili. Im Finale traf Baschajew wieder auf Tassojew, diesmal siegte Baschajew und wurde Europameister. Im April 2021 siegte Baschajew beim Grand Slam in Antalya und im Mai beim Grand Slam in Kasan. Bei den Weltmeisterschaften 2021 in Budapest besiegte er im Halbfinale den Georgier Gela Saalischwili, im Finale verlor er gegen den Japaner Kokoro Kageura. Anderthalb Monate später bei den Olympischen Spielen in Tokio besiegte er im Viertelfinale den Franzosen Teddy Riner. Nach einer Halbfinalniederlage gegen den Georgier Guram Tuschischwili gewann Baschajew den Kampf um Bronze gegen den Ukrainer Jakiw Chammo.
Nach dem russischen Überfall auf die Ukraine wurden die russischen Sportler von vielen internationalen Veranstaltungen ausgeschlossen. Bei den Europameisterschaften 2024 in Zagreb waren russische Sportler als neutrale Athleten am Start. Baschajew verlor im Halbfinale gegen Guram Tuschischwili. Durch einen Sieg über den Niederländer Jur Spijkers erkämpfte Baschajew eine Bronzemedaille. Vier Wochen später bei den Weltmeisterschaften in Abu Dhabi verlor Baschajew im Viertelfinale gegen Tuschischwili. Mit zwei Siegen in der Hoffnungsrunde sicherte sich Baschajew eine Bronzemedaille.